# منجم وادي بينغهام
منجم وادي بينغهام المعروف أكثر باسم منجم كينيكوت للنحاس بين السكان المحليين  هو منجم يعمل بعملية التعدين السطحي لاستخراج رواسب النحاس الكبيرة جنوب غرب مدينة سولت ليك في ولاية يوتا الأمريكية. يقع المنجم في جبال أوكويره ويعد أكبر حفرة اصطناعية في العالم  وقد أنتج من معدن النحاس أكثر من أي منجم آخر في التاريخ أكثر من 19 مليون طن. وتعود ملكية المنجم إلى مجموعة ريو تينتو وهى شركة بريطانية أسترالية متعددة الجنسيات وتتم إدارة عمليات النحاس في منجم بينغهام من خلال شركة كينيكوت للنحاس بيوتا وبدأ المنجم في الإنتاج منذ عام 1906 وأسفر عن إنشاء حفرة أكثر من 0.6 ميل (970 م) عمق و 2.5 ميل (4 كم) عرضها وتغطي 1،900 فدان . وتم تعيينها معلم تاريخي وطني في عام 1966 تحت اسم التعدين السطحي للنحاس بوادي بينغهام . وشهد المنجم انهيارا ساحقا هائلا في أبريل 2013 و انهيار آخر أصغر في سبتمبر 2013 .

## التاريخ
اكتشفت المعادن على شكل خام النحاس لأول مرة في منجم بينغهام في عام 1848 من قبل شقيقين سانفورد وتوماس بينغهام وأبناء إيراستوس بينغهام في سبتمبر 1847 الذي رعوا الماشية هناك وأبلغوا عن العثور لزعيمهم بريغهام يونغ الذي نصح بعدم متابعة عمليات التعدين لأن بقاء المستوطنات وإقامتها كانوا في غاية الأهمية في ذلك الوقت وطبق الإخوان أنفسهم على هذا الغرض حسب توجيهاتهم ولم يوجهوا دعوى وفي عام 1850 ذهبت عائلة بينغهام لاستيطان ما هو الآن مقاطعة ويبر وترك الوادي لا يزال يعرف اليوم باسمهم.

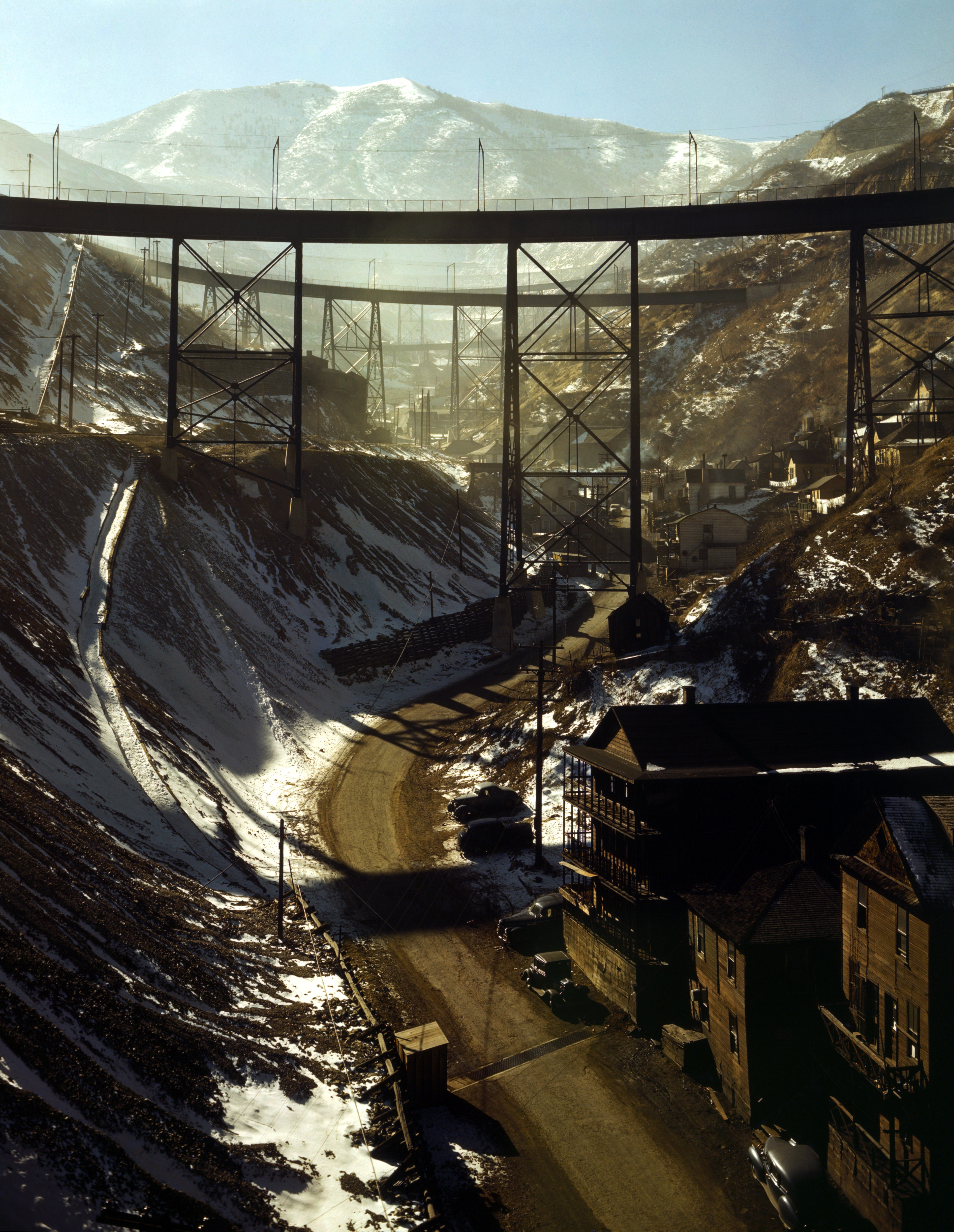
منجم وادى بينغهام في نوفمبر 1942 و وادى كارفورك كما رأينا من "G" جسر.

لم يكن بدأ استخراج الخام حتى 17 سبتمبر 1863، ولم يكن بدأ الاعتراف بها على نطاق واسع وكان ذلك عندما قام جورج أوجيلفي و 23 آخرين بالمطالبة في البداية بالتعدين على الذهب والرصاص والفضة وسبائك النحاس وبعد ذلك المطالبة بالتجهيز والسكك الحديدية التي وصلت إلى الوادي في عام 1873.:61–62
بدأ إنوس أندرو مطالبات العمل في عام 1887 وأشاد أنفاقه الواسعة وحفرت حفر الاختبار على 200 فدانا معبرة عن احتواء معدن الخامة على 2٪ من خام النحاس.:38,64–65
كانت مناجم القرن التاسع عشر في الوادي صغيرة نسبيا ولم تكن حتى نهاية القرن الثامن عشر تستغل على نطاق واسع جدا من خامات الوادي مع التعدين السطحي وفي عام 1896 استحوذ صمويل نيوهاوس وتوماس وير على منجم هايلاند بوي الذي كان غنيا بالنحاس والفضة والذهب. وشكّلوا معا مناجم الذهب الموحدة في يوتا مع المستثمرين الإنجليزية ثم شكّلوا شركة بوسطن الموحدة للذهب والنحاس المحدودة لتطوير خام النحاس من الدرجة الرديئة لموقع شركة يوتا للنحاس.:93–94
حدث تطور هام آخر في عام 1903 عندما نظم دانيال جاكلينغ وإينوس ويل شركة يوتا للنحاس وبدأت شركة يوتا على الفور ببناء مطحنة رائدة في كوبيرتون  مباشرة بعد مقدمة الوادي وبدأت الشركة بالفعل التعدين في عام 1906.
نجاحات شركة يوتا للنحاس في التعدين ضخمة ولكن منخفضة الدرجة البورفيري لخام النحاس في وادي بينغهام حيث كان يستند على جاكلين 1904 قرار استخدام التعدين السطحي ومجارف البخار والسكك الحديدية وأصبح المنجم مكانا ل «عمليات حفر السكة الحديد» والمجمع الصناعي الذي حدده المنجم وعمليات الشركة الأمريكية للصهر والتكرير جعلته «أكبر مجمع صناعي للتعدين في العالم» بحلول عام 1912.:168–170
شركة يوتا للنحاس وبوسطن الموحدة دمجت بعد عملياتها السطحية المنفصلة التي جعلتها تقترب من بعضها البعض في عام 1906. وتأسست شركة كينيكوت للنحاس لتشغيل المناجم في كينيكوت (ألاسكا) بشراء حصة مالية بنسبة 25٪ في شركة يوتا للنحاس في عام 1915 والتي ارتفعت إلى 75 في المئة في 1923.:82,151
توسع منجم وادي بينغهام بسرعة وبحلول العشرينات كانت المنطقة خلية نحل من النشاط حيث عاش حوالي 15000 شخص من أصل عرقي متفاوتة على نطاق واسع في الوادي وفي المجتمعات السكنية الكبيرة التي شيدت على جدران الوادي شديدة الانحدار وانخفض عدد السكان بسرعة مع تحسّن تقنيات التعدين كما اختفت العديد من معسكرات التعدين بجانب المنجم. وبحلول عام 1980 عندما تم تفكيك مدينة لارك لم يبق سوى كوبرتون عند مصب وادي بينغهام ويبلغ عدد سكانها 800 نسمة.
تم دمج عمليات التعدين المنفصلة ال 21 في عام 1911 إلى قسمين في عام 1970: كنيكوت وشركة أناكوندا للمعادن وفي عام 1985 توقفت عمليات التعدين السطحي من قبل شركة يوتا للنحاس وفي عام 1986 اكتشف كينكوت الذهب في وادي بارني القريب.
تم شراء شركة يوتا للنحاس من قبل أوهايو في عام 1981 وأعيد فتح المنجم في عام 1987 بعد أن اشترت شركة بي بي المعادن الموجودة. وفي عام 1989 استحوذت مجموعة ريو تينتو على الأصول التي قامت بتحديث المنجم والمطحنة والمصهر.:9
واستبدل أصحاب التعدين السطحي سكة حديد قديمة ذات 1000 سيارة مع أحزمة نقل وخطوط أنابيب لنقل الخام والنفايات مما أدى إلى خفض التكاليف بنحو 30٪ وعادت العملية إلى الربح.

### انهيارات أرضية
في الساعة 9:30 مساء يوم 10 أبريل 2013 وقع انهيار أرضي في المنجم. وكان أكبر انهيار أرضي غير بركاني في تاريخ أمريكا الشمالية. حوالي 65-70 مليون متر مكعب (2.3 × 109-2.5 × 109 قدم مكعب) من الصخور انهارت على الجوانب  ومع إدراك أن جدران المنجم شديدة الانحدار جعلته يشكل خطرا كبيرا على الانهيارات الأرضية فقد تم تركيب نظام رادار تداخلي لرصد استقرار الأرض ونتيجة للتحذيرات التي أصدرها هذا النظام أغلقت عمليات التعدين في اليوم السابق تحسبا للانزلاق ولم تقع إصابات. ومن المتوقع أن الانهيار الأول الهائل سوف يساعد على استخراج النحاس بمقدار 100 ألف طن (000 110 طن ). وتسببت الانهيار الثاني في إجلاء 100 عامل في 11 سبتمبر 2013.

### التاريخ البيئي
ووفقا لأخصائيين بيئيين كان للمنجم آثار بيئية سلبية على موائل الأسماك والحيوانات البرية وكذلك تلوث الهواء والماء مما خلق مخاطر صحية على الجمهور المحيط له  وقد استخدمت وكالات اتحادية مختلفة معنية بالحفاظ على البيئة قواعد قانونية صارمة للضغط على فرع منجم نحاس كينيكوت للامتثال للوائح البيئية ومنذ أوائل التسعينات أنفقت كنيكوت أكثر من 400 مليون دولار على تنظيف المناطق المتضررة لتجنب القوانين التنظيمية التي كانت ستضعها على قائمة الأولويات الوطنية (NPL).
ويبين الشكل أعلاه مقارنة بين صورتين لأقمار صناعية استخدمتا لتحديد التغيرات في منجم وادى بينغهام بين عامي 1985 و 2016.

## الجيولوجيا

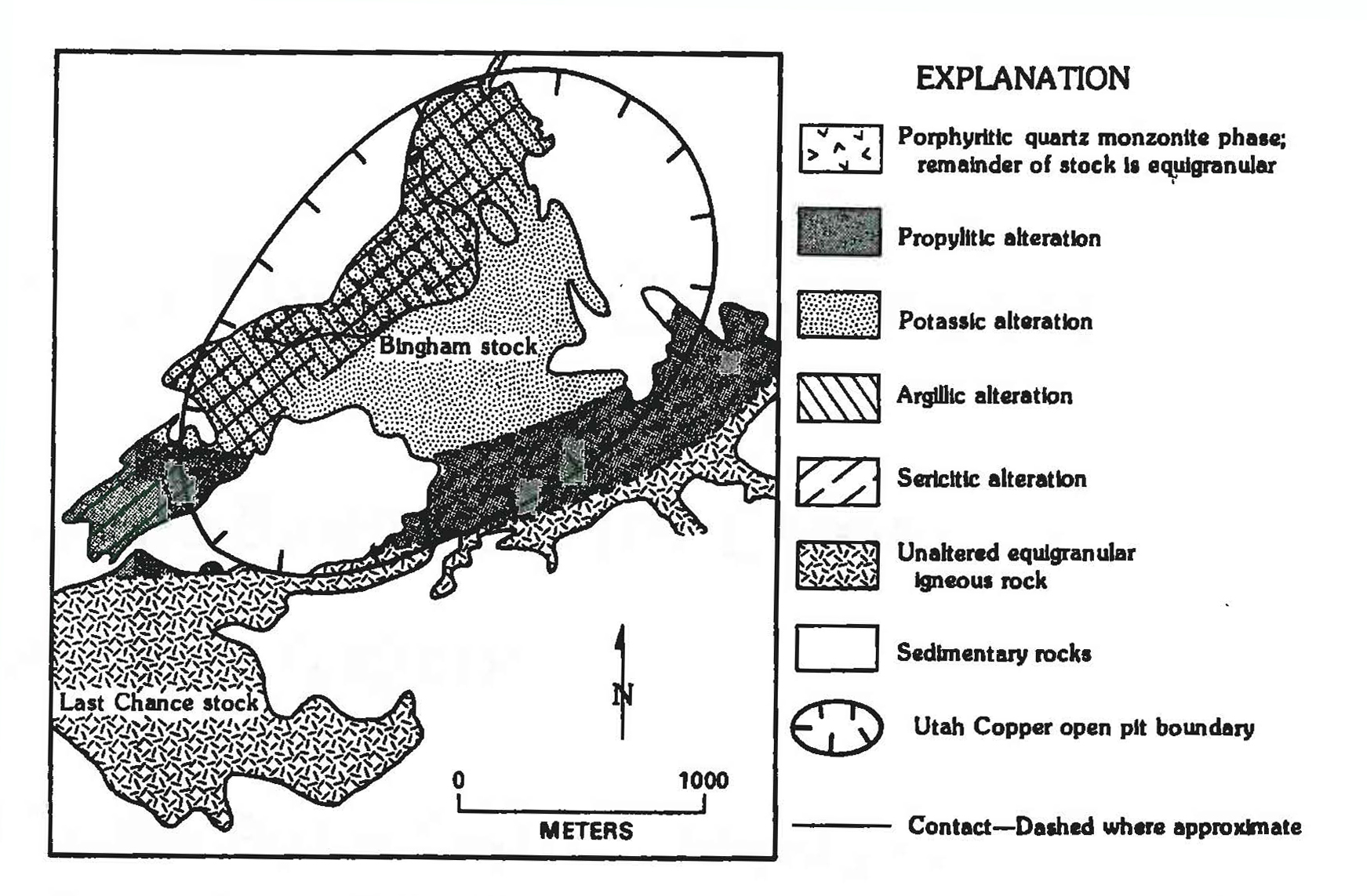
خريطة جيولوجية تظهر جيولوجيا الأساس ومناطق التغيير USGS.

رواسب وادي بينغهام والتي هي عبارة عن عروق نحاسية رخامية مكونة من رخام مونزونيت والتي تدخلت في الصخور الرسوبية حيث أنها تظهر أنماط متحدة المركز وتقسم المناطق المعدنية حول الأسهم ببينغهام وتشمل هذه المناطق نواة مركزية تحتوي على الماغنتيت وتليها منطقة منخفضة المولبدينيت في النحاس ومنطقة الذهب أعلى درجة النحاس و بورنيت-كالكوبيريت ومنطقة بيريت-كالكوبيريت ومنطقة البيريت وأبعد منطقة الرصاص والزنك".:E1,E8
ومن الناحية الهيكلية كانت صخورالحقبة الأولية قد صدمت على كراتون ما قبل الكامبري خلال العصر الطباشيري وقد تداخلت هذه الصخور في وقت لاحق وتغيرت في الصخور الجرانيتية الثالثة وكان هذا الحدث البارد مصدر ترسب الذهب والفضة والمعادن الأساسية الأخرى :E4
يتم تشتت النحاس وموليبدينوم معادن الكبريت في الأسهم المتداخلة وبالإضافة للصخور الكربونية والصخور الطبقية الرئيسية في وادي بينغهام وهي الأحجار الرملية البنسلفانية أعلى كوارتزيت وأحجار كريمة معروفة باسم تشكيل منجم بينغهام في مجموعة أوكويره. وتشكلت الخامات المركزية من توزيع حرمائي في الوشاح في حين شكلت الوريد الخارجي والودائع في الصخور الرسوبية عند درجة حرارة منخفضة عندما اختلطت المياه والنيازك.

## عملية الاسترداد
يتم معالجة الخام المستخرج في مصهر كينيكوت في ماغنا القريبة (يوتا). يتم تشغيل خام من خلال المكثف حيث طواحين طحن ضخمة تقلل من ذلك إلى درجة مسحوق الوجه. ثم يقوم التعويم الزبدب بفصل الشوائب من الجسيمات المعدنية التي تطفو على شكل 28٪ من النحاس مع كميات أقل من الفضة والذهب والرصاص والموليبدينوم والبلاتين والبلاديوم وخطوة التعويم الانتقائي تفصل الموليبدينيت (ثاني كبريتيد الموليبدينوم) من كالكوبيرايت.
يتم نقل ردغة الطين المرشحة 17 ميلا (27 كم) إلى المصهر حيث يتم تجفيفه ثم يتم حقنه مع الأكسجين في فرن صهر لتأكسد الحديد والكبريت ويتم نزع الحديد المؤكسد بينما يتم التقاط غاز ثاني أكسيد الكبريت وإرساله إلى مصنع حمض في الموقع لتحويله إلى حمض الكبريتيك - مليون طن منه كل عام.
كبريتيد النحاس المنصهر يسمى ماتي حيث يمثل من النحاس 70 في المئة وهو الماء المروي لتشكيل المواد الصلبة مثل الرمل ثم الحقن مع الأكسجين في فرن انصهار لتنتج نحاس نقى بنسبة 98.6 في المئة . ثم يلقي هذا النحاس إلى 700 رطل (320 كلغ) من لوحات الأنود ويتم شحنها عن طريق السكك الحديدية إلى المصفاة.
في المصفاة يتم الضغط على لوحات الأنود المسطحة والمتشابكة مع الفولاذ المقاوم لصدأ الكاثود والمركبات الآلية تضع الأنودات المعدة في الخلايا التي تحتوي على الكهرباء الحمضية عندها تذوب الأنودات ببطء وتحرر أيونات النحاس التي تودع على الكاثود بنسبة 99.99 في المئة من النحاس النقي.
الشوائب والمعادن الثمينة تستقر في الجزء السفلي من الخلايا الكهربائية كما يحدث الانحلال في الأنود وعملية استعادة الكلورة تستعيد الذهب والفضة والتي يتم إذابتها في أفران الحث.

## العمليات
منجم وادي بينغهام هو أكبر حفر تم صنعه بواسطة الإنسان في العالم ومرئيا بالعين المجردة من المدار الفضائي المداري. . وباستخدام حوالي 000 2 عامل يتم إزالة 000 450 طن قصير (400 000 طن طويل، 000 410 طن) من المنجم يوميا ويمكن للمجارف الكهربائية أن تحمل ما يصل إلى 56 متر مكعب (43 متر مكعب) أو 98 طن قصير (88 طن طويل، 89 طن) من خام في مغرفة واحدة. ويتم تحميل خام في أسطول من 64 شاحنة تفريغ كبيرة تحمل كل منها 255 طن قصير (228 طن طويل، 231 طن) من خام في وقت واحد وتبلغ تكلفة الشاحنات نفسها حوالي 3 ملايين دولار لكل منها وهناك خمسة أميال (8 كم) من سلسلة من الناقلات التي تأخذ الخام إلى المكثف ومحطة التعويم وأطول ناقل هو 3 أميال (4.8 كم) طولي.
اعتبارا من عام 2010 كان شركة كينكوت يوتا النحاس ثاني أكبر منتج للنحاس في الولايات المتحدة وقدمت حوالي 13-18٪ من احتياجات الولايات المتحدة من النحاس. وهي واحدة من أعلى مناجم النحاس المنتجة في العالم مع إنتاج أكثر من 18.7 مليون طن قصير (16.7 مليون طن طويل، 17.0 طن متري). وفي كل عام تنتج شركة كنيكوت ما يقرب من 300 ألف طن قصير من النحاس (272 كيلوطن أو 268 ألف طن طويل) بالإضافة إلى 400 ألف تروى (13.7 طن قصير 12.4 طن أو 12.2 طن طويل) من الذهب و 4 ملايين أوقية (124 طن و 137 طنا قصيرا و 122 طنا طويلا) من الفضة وحوالي 10 آلاف طن قصير (9،100 طن أو 8،900 طن طويل) من الموليبدينوم  وحوالي مليون طن قصير (910 كيلوطن أو 890 ألف طن طويل) من حامض الكبريتيك وهو منتج ثانوي لعملية الصهر. اشترت مجموعة ريو تينتو كينيكوت يوتا للنحاس في عام 1989 واستثمرت حوالي 2 مليار دولار في تحديث عمليات الشركة.
وستنتهي خطة المناجم الحالية في عام 2019. وكانت مجموعة ريو تينتو تدرس خطة لتوسيع الحفرة المفتوحة التي يبلغ طولها 000 1 قدم (305 أمتار) جنوبا والأمر الذي من شأنه أن يمدد حياة المنجم إلى منتصف 2030. وكانت الخطة مرهونة بموافقة مجلس إدارة مجموعة ريو تينتو وما يقرب من 25 تصريحا بيئيا مطلوب .

### الأنتاج
وقد ثبت أن وادي بينغهام واحد من أكثر المناجم إنتاجية في العالم واعتبارا من عام 2004 حقق خامها أكثر من 17 مليون طن من النحاس و 23 مليون أوقية (715 طن) من الذهب و 190 مليون أوقية (5،900 طن) من الفضة و 850 مليون جنيه (386 كيلوطن) من المولبدينوم. وقيمة الموارد المستخرجة من منجم وادي بينغهام أكبر من مناطق التعدين كومستوك لودي وحمى ذهب كلوندايك وحمى الذهب في كاليفورنيا مجتمعة. والمناجم في شيلي وإندونيسيا وأريزونا ونيو مكسيكو الآن تتجاوز معدل الإنتاج السنوي لوادي بينغهام وأسعار المولبدينوم عالية في عام 2005 جعلت المولبدينوم المنتج في وادي بينغهام في ذلك العام أكثر من النحاس. وبلغت قيمة المعادن المنتجة في عام 2006 في وادي بينغهام 1.8 مليار دولار أمريكي.

## التأثير بيئي
وفي عام 1990 اكتشف أن المنازل التي بنيت على سهول الفيضانات السابقة ملوثة بمستويات عالية من الرصاص والزرنيخ. وبدأت أنشطة لتنظيف 100 سنة من الآثار المتراكمة في 1990s تحت إدارة الجودة البيئية والإشراف الاتحادي بولاية يوتا وهي مستمرة.
تسرد وكالة حماية البيئة «منطقة كنيكوت الجنوبية / بينغهام» على صفحتها على الشبكة العنكبوتية لأنها اقترحت إدراجها كموقع استجابة بيئية شاملة في عام 1994 وتشمل المنطقة الجنوبية منطقة بينغهام للتعدين في جبال أوكويره على بعد حوالي 25 ميلا جنوب غرب مدينة سولت ليك والتعدين السطحي والنفايات الصخرية ومطحنة كوبيرتون والمواقع التاريخية الأخرى وتجنبت الشركة قضايا تنظيمية تتمثل في أن تكون على القروض المتعثرة عن طريق تنظيف الأراضي الملوثة طوعا وهو ما يسمى بالنهج البديل استجابة بيئية شاملة وتم سحب اقتراح الإدراج في عام 2008. وقد تم إزالة أكثر من 25 مليون طن من نفايات التعدين وتم تجميع الحمأة مع تركيزات مرتفعة من الكبريتات وتوجيهها في الموقع.[بحاجة لمصدر]

### 1900–1909
وبحلول عام 1904 كانت هناك ثلاثة مصاهر نحاس كبيرة ومصهر واحد في وادي بحيرة سولت تسبب بانبعاثات غاز ثاني أكسيد الكبريت من المدخنات في أضرار كبيرة للمحاصيل المجاورة وخلال الشتاء 1904-1905 تجمع المزارعون معا وقرروا رفع دعوى ضد المصاهر في محكمة الولايات المتحدة في ولاية يوتا. وفي عام 1906 قضى قاضي المحكمة الاتحادية مارشال أن المصاهر لا يمكن أن تهدر الخامات التي تحتوي على أكثر من 10٪ من الكبريت  وبشكل فعال يتم إغلاق جميع المصاهر المذكورة.

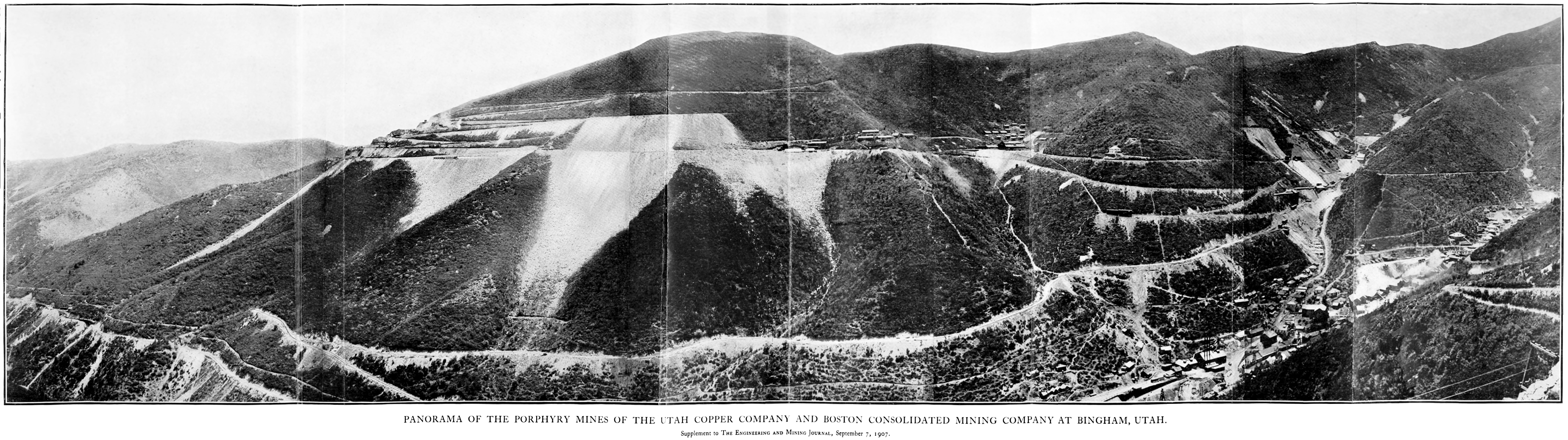
صورة بانوراما من مناجم شركة يوتا للنحاس وشركة بوسطن الموحدة للتعدين في عام 1907.

### 1910–1979
تم تشكيل مناجم النحاس كينيكوت في عام 1910 بعد اندماج شركات التعدين النحاس يوتا و كينيكوت. وبحلول عام 1912 كانت منظمات حماية البيئة تشكو من ارتفاع مستويات الأسبست المستخدمة في المنظمة وكانت شركة كينيكوت تستخدم الأسبست لمنع الحرائق منذ معالجة النحاس تتطلب درجات حرارة عالية جدا. النحاس لديه نقطة غليان عالية جدا ويتطلب أيضا استخدام المواد الكيميائية الأخرى لفصله عن المعادن الأخرى والشوائب الموجودة في الخام. ويمتلك الأسبست جزيئات مجهرية منتشرة في الغلاف الجوي وساهمت في الأمراض بين العمال والأفراد الذين يعيشون بالقرب من المناجم. والأسبست هو المسؤول عن الأمراض مثل التليف الجنبي و النتوءات الجلدية وسرطان الرئة .
وأشير أيضا إلى شركة كينيكوت بأنها تسهم في انبعاثات المعادن الثقيلة مثل الزرنيخ والزئبق  بحلول عام 1940 كان الزرنيخ والزئبق أيضا بعض المخاوف التي أثارتها وكالات حماية البيئة ضد شركة كينيكوت. كل من الزئبق والزرنيخ خطير على الصحة بكميات كبيرة .

### 1980–1989
| السنة | الكمية          | المادة التي تم إصدارها             | السبب     |
| ----- | --------------- | ---------------------------------- | --------- |
| 1989  | 100,000,000 جال | معالجة المياه التي تحتوي على زرنيخ | غير معروف |

وكشفت التحقيقات في الثمانينات عن تلوث المياه الجوفية الناجمة عن عمليات التعدين في إطلاق المواد الخطرة وشرعت ولاية يوتا في اتخاذ إجراءات قانونية ضد شركة كنيكوت وقدمت دعوى ضرر ضد المنجم في أكتوبر 1986 لفقدان وتدمير الموارد الطبيعية وتحديدا المياه الجوفية.
وكان هناك أيضا تهديد بسبب سد المخلفات وقد قدم تقرير هندسي في مارس 1988 معلومات تفيد بأن سد المخلفات الذي يلقي بظلاله على مدينة ماغنا كان يهدد بالانهيار بسبب الزلزال وأن حوض البواخر التي تبلغ مليار طن سوف يدفن المنازل القريبة إذا فشل جسر البرك. ورد المنجم باقتراح استراتيجيات مختلفة محتملة بما في ذلك شراء أقسام فرعية كاملة بالقرب من بركة المخلفات وحساب مسؤولية الشركة إذا فشل الجسر واستثمار 500 مليون $ لتعزيز الجسر والتواطؤ مع الجهات التنظيمية للدولة للحفاظ على تقرير الهندسة من أعين الجمهور.

### 1990–1999
| السنة | الكمية          | المادة التي تم إصدارها                    | السبب              |
| ----- | --------------- | ----------------------------------------- | ------------------ |
| 1999  | 100,000,000 جال | معالجة المياه التي تحتوي على زرنيخ        | غير معروف          |
| 1998  | غير معروف       | حمض تصريف الصخور                          | انسداد الأنابيب    |
| 1997  | غير معروف       | كبريتات النحاس                            | انسداد صمام المنفذ |
| 1997  | غير معروف       | معالجة المياه مع الأس الهيدروجيني 2.5-4.0 | تمزق خط أنابيب     |
| 1993  | 45,000 جال      | مياه الصرف الصحي                          | تمزق خط نقل        |
| 1991  | 30,000 جال      | مياه الصرف الصناعي                        | خط مقطوع           |

وابتداء من بداية التسعينيات بدأت انبعاثات الغبار من التعدين تلويث المناطق المحيطة بها بسبب منطقة بالقرب من المنجم حيث بدأت مستويات 10 pm (الجسيمات الأكبر من 10 ميكروغرام / متر مكعب) في الارتفاع من 28μg / m³ إلى 50μg / m³ مما يشكل مخاوف صحية شديدة للسكان وقد اقترح شوارتز ودوكيري التقرير الأول لرفع مستوى pm 10 في عام 1992. ثم في عام 1997 قدم كارتر (وهو أستاذ في جامعة بريغام يونغ) أن تصريف المناجم من PM10 تسبب في تلف الرئة للسكان المقيمين.
وفي عام 1995 وبسبب البحوث العلمية التي تبين أن التعدين تسبب تلوث المياه الجوفية أقرت مدينة يوتا قوانين لجعل شركات كينيكوت تدفع 37 مليون دولار للسيطرة على تلوث المياه.
ونتيجة لتصريف مياه الصرف الصحي التي تحتوي على كميات كبيرة من الزرنيخ والسيلينيوم - السيلينيوم التي تكون سامة بشكل خاص للطيور والأسماك والبرمائيات - فقد قتل نحو 30٪ من الأسماك في أوائل التسعينات وفي عام 1995 وقعت كينيكوت ووكالة حماية البيئة ودولة يوتا اتفاقا يقضي بأن كينيكوت ستواصل تنظيف الصرف الصحي.

### 2000–2014
من 2000 حتى 2011 كان منجم نحاس وادي بينغهام كان هناك العديد من الحوادث الكيميائية.
| السنة | الكمية              | المادة التي تم إصدارها                              | السبب                     |
| ----- | ------------------- | --------------------------------------------------- | ------------------------- |
| 2011  | 145,424 جال         | نفايات النحاس                                       | تعطل المعدات              |
| 2011  | 100,000-290,000 جال | نفايات النحاس                                       | غير معروف                 |
| 2011  | 160,000جال          | نفايات                                              | غير معروف                 |
| 2010  | 4,000-5,000 جال     | حمض الكبريتيك                                       | غير معروف                 |
| 2007  | 1,240,000 جال       | معالجة المياه التي تحتوي على زرنيخ                  | درجات الحرارة الباردة     |
| 2006  | 270,000 جال         | المياه المعالجة                                     | فشل المضخة                |
| 2006  | 660,000 جال         | معالجة المياه التي تحتوي على زرنيخ                  | أنابيب مكسورة ومتصدعة     |
| 2006  | 1,000,000 جال       | المياه المعالجة                                     | فشل المؤشر                |
| 2004  | 4,000,000 جال       | معالجة المياه التي تحتوي على زرنيخ                  | أنابيب مكسورة             |
| 2004  | 2,000,000 جال       | معالجة المياه التي تحتوي على زرنيخ                  | تمزق خط عملية المياه      |
| 2004  | 202,000 جال         | المياه المعالجة                                     | فشل خط الأنابيب           |
| 2003  | 70 طن               | النحاس المركز                                       | غير معروف                 |
| 2003  | 10.27 طن            | تركيز النحاس الذي يحتوي على الزرنيخ والنحاس والرصاص | تمزق خط الأنابيب          |
| 2003  | 240,681 طن          | النحاس والزرنيخ والرصاص                             | نحاس مركز مزق خط الأنابيب |
| 2002  | 5,800 جال           | معالجة المياه من وعاء الخبث                         | انسداد خط الصرف           |
| 2001  | 19 رطلا             | الزرنيخ والكروم والرصاص                             | مخلفات فشل خط أنابيب      |
| 2000  | 110 طن              | خام الطين                                           | تسرب في خط الخام          |
| 2000  | 18,000 طن           | حمض الكبريتيك                                       | فشل فوهة الأنبوبة         |

وقدرت وكالة حماية البيئة وجود عمود من المياه الجوفية الملوثة يبلغ طوله 72 ميلا على امتداد المنجم بسبب الانسكابات المتعددة والجريان السطحي ويمكن أن تشمل الآثار الطويلة الأجل لتلوث إمدادات المياه الجوفية زيادة الطلب على حلول المياه السطحية مع نمو سكان وادي بحيرة سولت لأن المقاطعة لن تتمكن من الاستفادة من إمدادات المياه الجوفية .
في عام 2007 كان لشركة كينكوت يوتا النحاس النظر في توسيع حيازاتها للأراضي إلى مزرعة وادي روز في جبال أوكيره الجنوبية و وادي فورك في مقاطعة سولت ليك وتدعي شركة كنيكوت حقوقها في تقديم مطالبة بالتعدين وفقا لقانون إعاشة الأسهم لعام 1916.
وفي عام 2008 رفعت وزارة الداخلية دعوى قضائية ضد شركة كينيكوت بعد إطلاق المواد الخطرة بما في ذلك السيلينيوم والنحاس والزرنيخ والزنك والرصاص والكادميوم. وادّعى عالم الأحياء الفيدرالي أن هذه المواد الكيميائية تسببت في أضرار جسيمة للنظم الإيكولوجية والموارد التي تدعم مجموعات الطيور المهاجرة فضلا عن موائل الأسماك والحياة البرية الأخرى.
في المنطقة الشمالية بالقرب من ماغنا بولاية يوتا كانت بركة الخمور الجنوبية الواسعة تجمع المخلفات منذ بدء المناجم في إنتاج التعدين وطلبت شركة كينيكوت يوتا للنحاس الحصول على إذن لمشروع توسيع احواض المخلفات في ماغنا التي تبلغ بالفعل 1.8 مليار طن  والتوسع في 721 فدانا جديدا من الأراضي الرطبة جنوب البحيرة الكبيرة وقد وضعت الشركة تحت التدقيق لعدم استقرار الهيكل ونشرت سالت ليك تريبيون تقريرا في عام 2007 كشفت أن الشركة فشلت في الكشف عن معلومات عن الأضرار المحتملة التي يمكن أن تحدث إذا انهارت بركة المخلفات في حالة وقوع زلزال كبير ومن عام 2001 حتى عام 2009 كانت هناك ستة زلازل تتراوح بين 2.3 و 3.4 في الحجم مع مركز الزلزال المتوسط على بعد 3 أميال فقط من ماجنا .

## في الثقافة الشعبية
ظهر منجم وادي بينغهام في عام 1973 فيلم تليفزيوني للطيور الجارحة مع بطلها طيار الهليكوبتر هاري ووكر (الذي لعبه ديفيد يانسن) في الحفرة لتعقب ثلاثة لصوص البنك ورهائنهم التي كانت مختبئة وراء آلات التعدين الثقيلة كما ظهرت بشكل بارز في «أساسيات العناية».